# Joshua Bell
Joshua Bell (född 9 december 1967) är en amerikansk violinist, vinnare av en Grammy Award och en internationellt erkänd virtuos. Bell föddes i Bloomington, Indiana i USA som en son till en psykolog och en terapeut. Hans mor är judisk och hans far kristen, och han ser sig själv kulturellt som en jude. Bells far är den framlidne Alan P. Bell, Ph.D., Professor Emeritus vid Indiana University Bloomington, en tidigare forskare vid Kinsey Institute for Research in Sex, Gender and Reproduction.
Bell började ta fiollektioner vid fyra års ålder efter att hans mor upptäckte att hennes son hade tagit gummiband och sträckt ut dessa på handtagen till hennes byrå för att ta ut musik som han hade hört henne spela på piano. Hans föräldrar köpte en liten fiol till sin då fem år gamla son och började ge honom lektioner. 